# 渋谷区立神宮前小学校
渋谷区立神宮前小学校（しぶやくりつ じんぐうまえしょうがっこう）は、東京都渋谷区神宮前四丁目にある公立小学校。ブランド店の集積地としても知られる表参道に所在し、学校の校舎・敷地は商業施設「表参道ヒルズ」に隣接している。

## 概要
学校は渋谷川の暗渠であるキャット・ストリートに程近い旧穏田地区にあり、旧原宿と旧穏田両地区を学区としているが、明治神宮の表参道に位置していることから神宮前小学校と名付けられた。明治神宮の参道沿いという場所柄もあって日本の伝統文化の学習を重視するとともに、国際交流を行う国際交流学級が設置されている。
現在の校舎は1973年（昭和48年）2月に完成したものであり、隣接する同潤会 青山アパートの取り壊し・再開発（後に表参道ヒルズとして完成）の際には当小学校と一体での開発計画も具体化したが、実現には至らなかった。学校の校庭には葛飾北斎が描いたことで知られる「穏田の水車」が渋谷川とともに復元・設置されている。

## 沿革

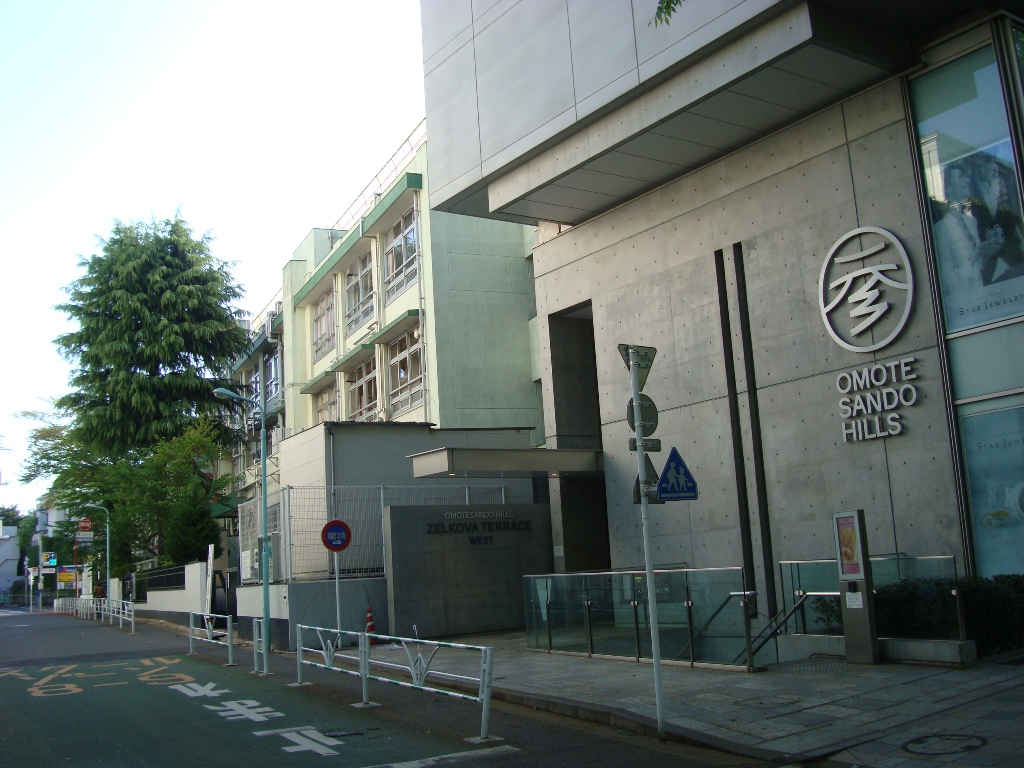
表参道ヒルズ（右）と神宮前小学校

- 1930年（昭和5年）、旧豊多摩郡千駄ヶ谷町の町域にあった現在地に、東京府豊多摩郡千駄ヶ谷第五尋常小学校として開校[5][6]。
- 1941年（昭和16年）4月、神宮前国民学校に改称、現在に続く「神宮前」の名称が校名に初めて冠された。学校は太平洋戦争（大東亜戦争）中、1944年（昭和19年）から疎開していたものの、翌年5月のアメリカ軍による東京大空襲（山の手大空襲）によって校舎を焼失した。戦災以前、校庭にはプールがあり、これには同潤会アパートの敷地内から湧き出る清水が利用されていたという[7]。
- 敗戦後、学校は近隣の倉庫や寺を仮校舎としたり、常盤松国民学校や同潤会アパートを間借りするなどにより再開した後、1947年（昭和22年）に新校舎を落成した。
- 2010年（平成22年）度の新入生から制服が導入された[8]。
- 2023年（令和5年）1月 - 全教科教育課程（デジタル教科書）研究モデル校・外国語指導助手の効果的な活用究モデル校となる[9]。

### 建て替え計画
渋谷区は2022年（令和4年）、教育目標や長寿命化計画を踏まえ、「未来の学校のコンセプト」と「新しい学校施設整備に当たっての考え方」の概要をまとめ、「渋谷区新しい学校づくり整備方針（2023年3月）、渋谷区立小学校と中学校の建て替えロードマップ」を発表した。
- 工事期間（解体1年、建築2年） - 2034年度（令和16年）〜 2036年度（令和18年）

## 校名の変遷
- 1930年(昭和5年) 東京府豊多摩郡千駄ヶ谷第五尋常小学校
- 1938年(昭和13年) 東京府豊多摩郡神宮前尋常小学校[11]
- 1941年(昭和16年) 東京市神宮前国民学校
- 1943年(昭和18年) 東京都神宮前国民学校
- 1947年(昭和22年) 東京都渋谷区立神宮前小学校[12]
- 2000年(平成12年) 渋谷区立神宮前小学校[13]

## 教育方針
教育目標
「礼儀正しく思いやりのある人間」「社会に貢献しようとする人間」「個性と創造力豊な人間」
小学校の児童数と教員数
| 年度     | 児童総数 | 1年生 | 2年生 | 3年生 | 4年生 | 5年生 | 6年生 | 教員数 | 職員数 |
| -------- | -------- | ----- | ----- | ----- | ----- | ----- | ----- | ------ | ------ |
| 平成23年 | 148人    | 31人  | 26人  | 28人  | 29人  | 13人  | 21人  | 13人   | 4人    |
| 平成24年 | 161人    | 29人  | 30人  | 25人  | 34人  | 29人  | 14人  | 13人   | 4人    |
| 平成25年 | 209人    | 58人  | 28人  | 30人  | 28人  | 35人  | 30人  | 14人   | 4人    |
| 平成26年 | 224人    | 46人  | 58人  | 29人  | 28人  | 29人  | 34人  | 20人   | 5人    |
| 平成27年 | 246人    | 59人  | 44人  | 59人  | 28人  | 28人  | 28人  | 17人   | 3人    |
| 平成28年 | 273人    | 55人  | 57人  | 43人  | 61人  | 30人  | 27人  | 17人   | 3人    |
| 平成29年 | 306人    | 59人  | 53人  | 59人  | 43人  | 62人  | 30人  | 19人   | 3人    |
| 平成30年 | 349人    | 67人  | 59人  | 55人  | 61人  | 45人  | 62人  | 24人   | 3人    |
| 令和元年 | 341人    | 56人  | 66人  | 56人  | 57人  | 60人  | 46人  | 23人   | 2人    |
| 令和2年  | 364人    | 66人  | 59人  | 64人  | 57人  | 59人  | 59人  | 22人   | 3人    |
| 令和3年  | 371人    | 66人  | 66人  | 60人  | 63人  | 59人  | 57人  | 23人   | 4人    |
| 令和4年  | 380人    | 70人  | 67人  | 65人  | 57人  | 62人  | 59人  | 22人   | 5人    |
| 令和5年  | 380人    | 60人  | 71人  | 70人  | 60人  | 57人  | 62人  | 24人   | 5人    |

## 学校行事
学校公開
授業風景やクラブ活動などを公開。2016年（平成28年）4月に新1年生となる子供や保護者も、学校選択の参考として、各学校の特色ある取組みを知ることができる。
- 7月3日（土）8時30分～14時30分。
- 7月4日（日）8時30分～12時00分。

放課後クラブ。
放課後クラブは、保護者の就労状況にかかわらず、全ての児童を対象とし、学校や地域との連携により、児童一人一人を健やかに育てていくための事業です。校庭、体育館、図書館、特別教室など、学校施設を活用して活動します。
校外学習
渋谷区立小中学校の児童・生徒たちが、校外学習を行う宿泊施設があり、学校が使用しない期間は社会教育団体に開放しています。利用資格は区内在住、在勤者を主とする社会教育団体。
- 山中高原学園 - 〒401-0501 山梨県南都留郡山中湖村山中263（℡0555-62-0595）
- 冨山高原学園 - 〒299-2216 千葉県南房総市久枝784（℡0470-57-2130）

## 通学区域
子供が通学する学校は、住所により指定されている、また、2004年（平成16年）から学校選択希望制を導入しており、入学を希望する学校を選べる。学校選択希望制は、現行の通学区域を維持したうえで、通学区域外の学校を希望することが出来る制度で、特色のある学校づくりや地域に開かれた学校づくりを推進し、区民から選ばれる学校づくり等を図る。
住所別通学区域
| 神宮前一丁目 | 神宮前二丁目  | 神宮前三丁目        | 神宮前四丁目 | 神宮前五丁目 | 神宮前六丁目                    |
| ------------ | ------------- | ------------------- | ------------ | ------------ | ------------------------------- |
| 7 - 20番     | 1 - 8番、17番 | 1 - 17番、29 - 42番 | 全域         | 1 - 19番     | 1 - 11番、13番、14番、28 - 35番 |

通学区域では調整区域を設けている、通学の距離等を考慮し保護者の申請により指定校の変更が出来る区域。

### 調整区域
| 希望校                         | 指定校     | 町丁名                                                                | 番                                                                                           |
| ------------------------------ | ---------- | --------------------------------------------------------------------- | -------------------------------------------------------------------------------------------- |
| 神宮前小学校または常磐松小学校 | 神南小学校 | 渋谷一丁目 渋谷二丁目 渋谷三丁目 神南一丁目 神宮前五丁目 神宮前六丁目 | 全域 13 - 24番 4 - 11番、16 - 23番、27 - 29番 10 - 11番、22 - 23番 20 - 53番 12番、15 - 27番 |

| 希望校       | 指定校         | 町丁名       | 番        |
| ------------ | -------------- | ------------ | --------- |
| 神宮前小学校 | 千駄ヶ谷小学校 | 神宮前三丁目 | 18 - 28番 |

小学校入学までの流れ
- 9月～10月、学校説明会。
- 11月4日、希望調査書の提出（通学区域、通学区域外の希望）。
- 11月中旬、就学時健康診断の実施。
- 11月下旬、公開抽選（希望者が範囲を超えた場合）。
- 12月下旬、就学通知書の送付。
- 4月、入学式（就学通知書持参）。

## 進学先中学校
中学校の学校別通学区域は、住所により指定されている。
学校別通学区域
| 原宿外苑中学校                                                                 | 松涛中学校                                   |
| ------------------------------------------------------------------------------ | -------------------------------------------- |
| 神宮前一丁目 - 四丁目全域 神宮前五丁目1 - 33番 神宮前六丁目1 - 17番、24 - 35番 | 神宮前五丁目34 - 53番、神宮前六丁目18 - 23番 |

校歌
題は「明治天皇とこしへに」で、生田調介の作詞によるものである。歌詞は、「明治天皇みかどとこしへに 鎮まりませる神宮（大神宮 おおみや）の 杜の緑にみ惠の滴り受けしわが母校」で始まる。
神宮前小学校国際交流学級
神宮前小学校国際交流学級（JIES, Jingumae International Exchnage School）は、2007年（平成19年）に神宮前小学校内に設立された共学・無宗教の学校法人である。外国籍の親を持つ4歳児から小学校6年生までの児童を対象に英語による教育が行われており、神宮前小学校の日本人児童との国際交流も実施されている。在籍児童は、約15国籍の約60名である。
この学校については、在日トルコ人子弟の教育が主目的であり駐日トルコ大使から要請を受けた渋谷区長の独断で設置された、また、営利目的の民間学校法人に区立小学校を無償提供して運営させていた、などとの内容での措置請求・監査請求が渋谷区に対して繰り返し行われているが、いずれも棄却されている。

## 関係者

### 出身者
- 霧立のぼる（女優、旧穏原小学校出身）
- 武田展雄（工学者）
- 廣瀬陽子（政治学者）
- 杉本文乃（女優・タレント）
- 丸山敬太（ファッションデザイナー）

## 穏原小学校
設立を1881年（明治14年）に遡る穏原（おんばら）小学校は原宿にあり、穏原小学校分教場として設立された神宮前小学校の母体校であった。しかしながら敗戦後には復興されず、1946年（昭和21年）に廃校となって逆に神宮前小学校に吸収された。「穏原」の名は、穏田と原宿の両者から一文字ずつとったもので、現在の神宮前五丁目のネッコ坂界隈に邸宅を構えていた明治の元勲・大山厳の命名である。